# Tormos (kommunhuvudort)
Tormos är en kommunhuvudort i Spanien.   Den ligger i provinsen Provincia de Alicante och regionen Valencia, i den östra delen av landet, 400 km sydost om huvudstaden Madrid. Tormos ligger 127 meter över havet och antalet invånare är 307.
Terrängen runt Tormos är kuperad. Runt Tormos är det ganska tätbefolkat, med 54 invånare per kvadratkilometer. Närmaste större samhälle är Denia, 16,0 km öster om Tormos. 